# Làng trẻ em SOS

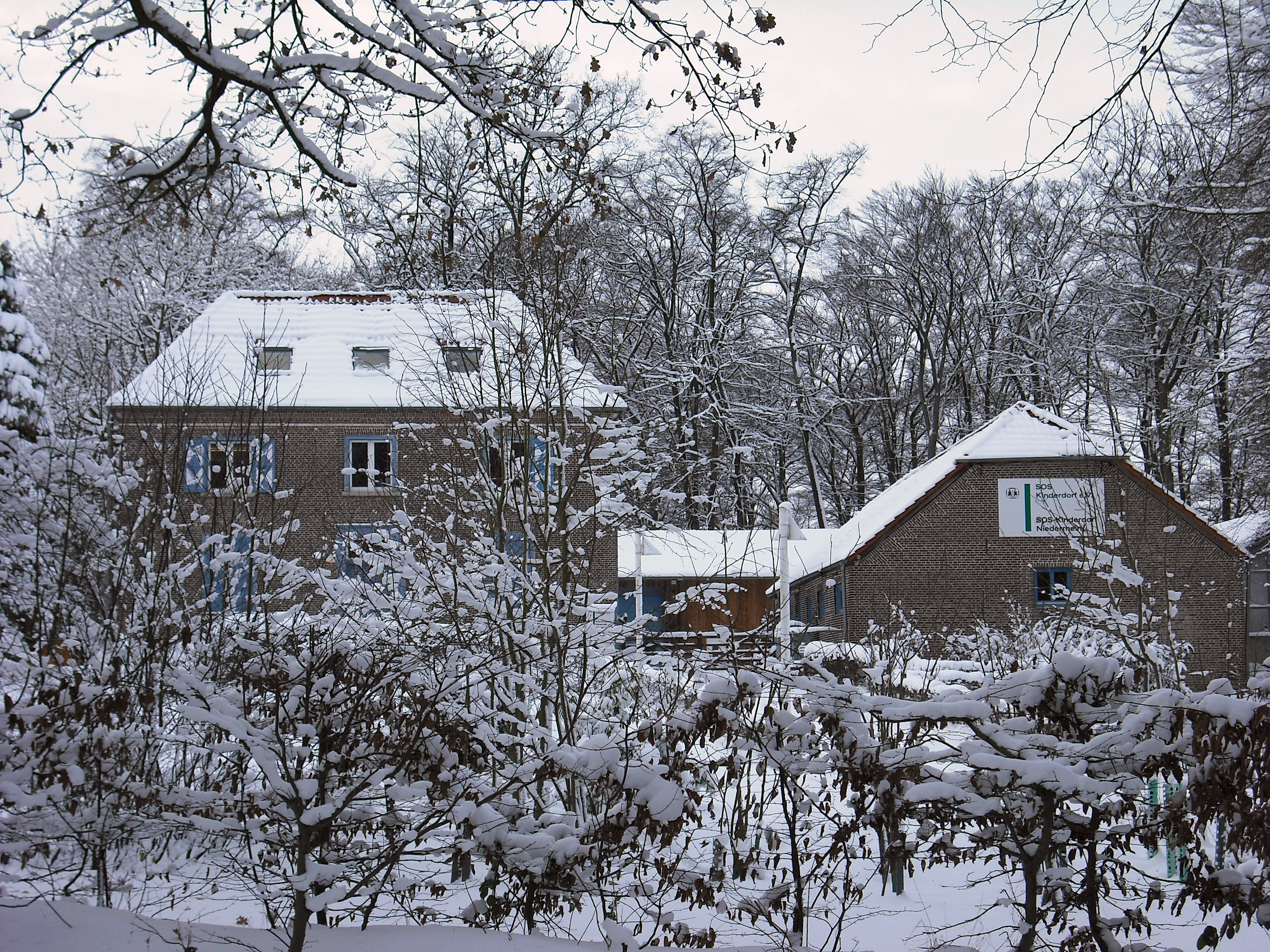
Làng trẻ em SOS ở Kleve-Donsbrüggen, Đức

Làng trẻ em SOS (tiếng Đức: SOS-Kinderdorf) là một tổ chức phi chính phủ, phi lợi nhuận, phi tôn giáo giúp đỡ và bảo vệ trẻ mồ côi, lang thang, cơ nhỡ. Tổ chức được thành lập năm 1949 bởi Hermann Gmeiner ở Imst, Áo. Theo thời báo tài chính London số tiền mà tổ chức này sử dụng năm 2004 là 807 triệu đô la Mỹ, đứng thứ 33 trong số 100 tổ chức phi chính phủ trên thế giới về "tầm ảnh hưởng toàn cầu". Tổ chức điều hành của hệ thống làng trẻ em SOS - SOS-Kinderdorf được thành lập năm 1960 sau khi các làng trẻ em SOS tiếp theo được thành lập ở Pháp, Đức, Italy. Hiện nay làng trẻ em SOS có mặt ở 136 quốc gia và vùng lãnh thổ. 438 làng trẻ em SOS và 346 nhà thiếu nhi SOS mang đến ngôi nhà mới cho hơn 60.000 trẻ em. Hơn 131.000 trẻ em tham gia các trường mẫu giáo SOS, các trường Hermann Gmeiner và các trung tâm đào tạo nghề SOS. Khoảng 397.000 người được hưởng lợi từ các chương trình của trung tâm y tế SOS và 115.000 người được hỗ trợ bởi các trung tâm xã hội SOS.

## Hoạt động
Mục đích của Làng trẻ em SOS nhằm mang lại "sự quan tâm chăm sóc như trong một gia đình" cho trẻ nghèo đói, lang thang và trẻ mồ côi. Hàng triệu trẻ em đang sống mà không có một mái ấm gia đình với muôn vàn lý do như:
- Bố mẹ ly hôn.
- Bạo lực gia đình.
- Sự thiếu quan tâm của bố mẹ.
- Không còn bố mẹ do chiến tranh hoặc thiên tai.
- Bệnh tật - bao gồm cả sự tăng lên của AIDS.

Những đứa trẻ được giúp đỡ để trở lại cuộc sống sau những tổn thương tâm lý và ngăn chặn những mối nguy hiểm như bị bỏ rơi, đối xử bất công, ngược đãi.
Các làng SOS hoạt động theo 4 nguyên tắc chung trên toàn thế giới, gồm: "Bà mẹ, các anh chị em, ngôi nhà gia đình và cộng đồng làng". Trong đó, nhân tố chính là các "bà mẹ" - là những phụ nữ từ 25 đến 40 tuổi, không có ý định lấy chồng, không có con riêng, cũng không nặng gánh gia đình, tình nguyện tuyên thệ đảm nhận thiên chức làm mẹ, nuôi dưỡng những trẻ mồ côi (có hoàn cảnh đặc biệt) như những đứa con riêng của mình theo đúng nghĩa xã hội học. Mỗi "bà mẹ" làm chủ một "ngôi nhà gia đình", có toàn quyền định đoạt trong việc nuôi dưỡng từ 8 đến 10 "đứa con" (từ sơ sinh đến 18 tuổi) như những người mẹ khác trong xã hội. Khoảng 10 đến 40 ngôi nhà hợp thành một "làng" SOS.

## Những cá nhân và tổ chức giúp đỡ nổi bật
Những cá nhân và tổ chức giúp đỡ nổi bật gồm có: Nelson Mandela, FIFA, Dalai Lama, cầu thủ bóng đá Kakha Kaladze, Andriy Shevchenko, Ruud van Nistelrooy, Cesc Fàbregas, Javier Zanetti, Nhà văn và diễn viên Anny Dupérey, Sarah Ferguson, Diễn viên nhí nước Anh Georgie Henley, công chúa Salimah Aga Khan, Cher, Mike Holmes, June Carter Cash, và Johnny Cash. Tổ chức đã nhận được giải thưởng nhân đạo Conrad N. Hilton năm 2002.
Tổ chức làng trẻ em SOS quốc tế mời sự giúp đỡ từ các tổ chức, trường học và cá nhân tham gia vào tuần lễ trẻ mồ côi toàn thế giới - một sự kiện kéo dài một tuần tình nguyện giúp đỡ trẻ mồ côi và trẻ lang thang.

## Lịch sử

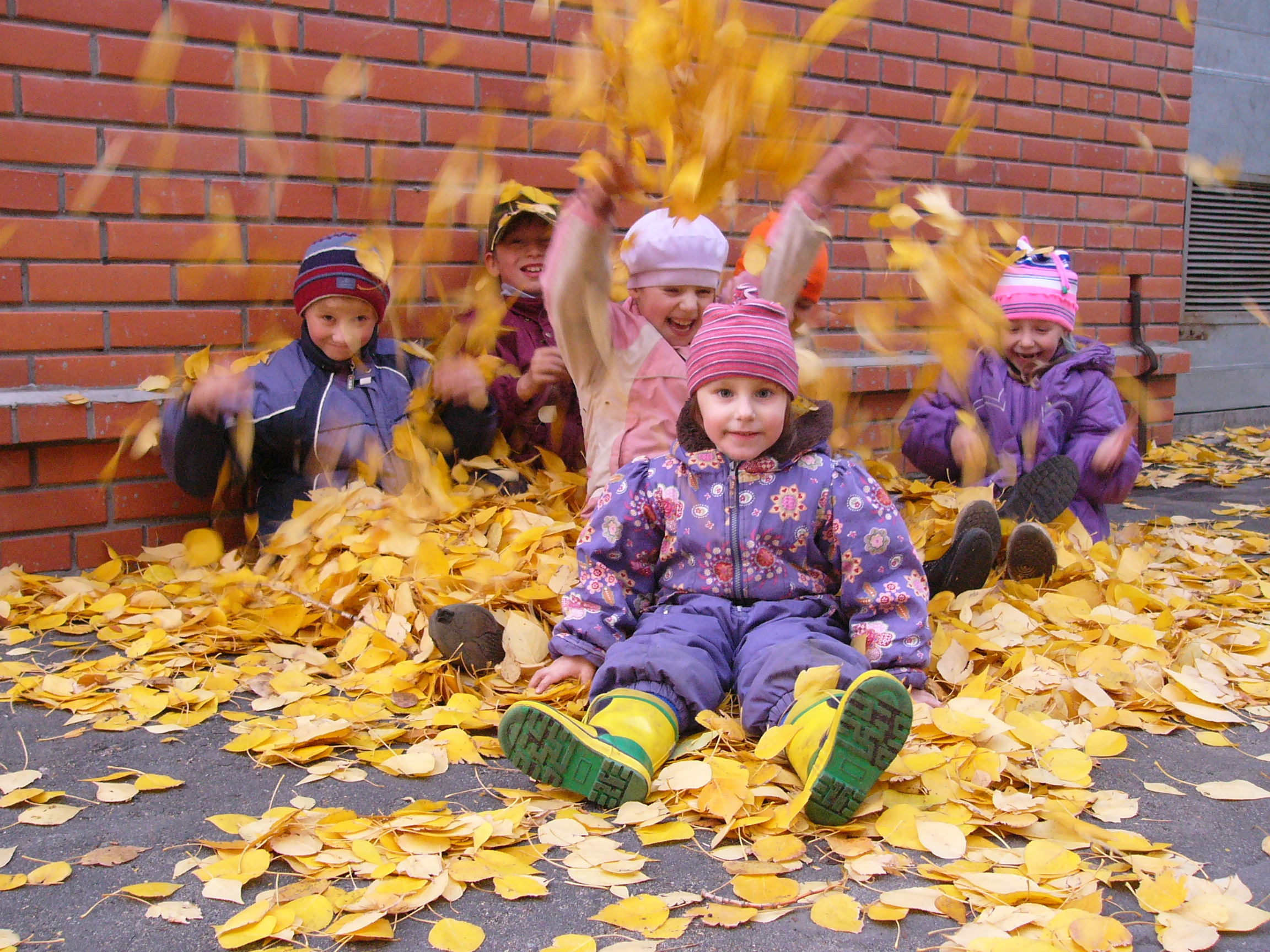
Trẻ em tại làng trẻ em SOS ở Kandalaksha, Nga

Chiến tranh thế giới thứ hai để lại hậu quả là nhiều trẻ em trở thành vô gia cư và mồ côi. Hermann Gmeiner (23 tháng 6 năm 1919 - 26 tháng 4 năm 1986), người đã tham gia chiến tranh với tư cách là một người lính Áo, đã thành lập Làng trẻ em SOS đầu tiên ở Imst thuộc Bang Tyrol thuộc Liên bang Áo vào năm 1949. Ban đầu, Làng trẻ em SOS được thành lập để chăm sóc trẻ mồ côi trong Chiến tranh thế giới thứ hai. Nhưng sau đó, tổ chức bắt đầu chăm sóc những trẻ em khác như trẻ bị bỏ rơi, bị bỏ bê, bị lạm dụng, và trẻ có hoàn cảnh kinh tế khó khăn.
Vào nửa sau của thế kỷ 20, tổ chức này đã mở rộng ra khắp châu Âu. Năm 1959, các hiệp hội quốc gia của Làng trẻ em SOS được thành lập tại Ý, Pháp và Đức, cùng năm đó, Cơ sở Thanh thiếu niên SOS đầu tiên được thành lập tại Innsbruck, Áo. Khi tổ chức ngày càng phát triển, tổ chức bảo trợ SOS-Kinderdorf International được thành lập để giám sát tất cả các hiệp hội quốc gia trên thế giới vào năm 1960. Cùng năm, Làng trẻ em SOS đầu tiên ở Nam Mỹ được thành lập tại Uruguay. Năm 1963, tổ chức này đã vươn ra châu Á với các Làng đầu tiên được thành lập ở Bắc Triều Tiên và Ấn Độ. Bảy năm sau, tổ chức này thành lập các Làng ở Châu Phi tại Cộng hòa Bờ Biển Ngà, Kenya, Ghana và Sierra Leone. Tại Bắc Mỹ, Làng đầu tiên được thành lập vào năm 1991 tại Hoa Kỳ. Hiện nay, đã có hơn 570 Làng trẻ em SOS có mặt tại 135 quốc gia và vùng lãnh thổ.
Hermann Gmeiner là chủ tịch Làng trẻ em SOS cho đến năm 1985 khi Helmut Kutin thay thế. Helmut Kutin, sinh năm 1941 tại Bolzano, Ý, là một trong những đứa trẻ đầu tiên được nhận vào SOS Áo, đã lãnh đạo tổ chức Làng trẻ em SOS Quốc tế trong 27 năm, sau đó vào năm 2012, anh được kế nhiệm bởi chủ tịch đương nhiệm Siddhartha Kaul, sinh năm 1951 ở Pilana, Ấn Độ.

## Tại Việt Nam

### Quá trình thành lập
Năm 1967, chứng kiến nỗi đau mất mát gia đình của trẻ em Việt trong thời chiến, Hermann Gmeiner đã trở lại châu Âu nhờ bạn bè của Làng trẻ em SOS ở Áo và Đức trợ giúp xây dựng làng ở Việt Nam. Chính phủ Đức đã đồng ý chi trả tiền xây dựng làng tại Gò Vấp, toàn bộ các ngôi nhà tiền chế được chuyển từ Áo sang bằng tàu biển. Giáo sư Hermann Gmeiner đã gọi Helmut Kutin (Sau này ông là chủ tịch của Làng trẻ em SOS quốc tế) đến và đề nghị sang Việt Nam xây dựng một làng trẻ em SOS. Sở dĩ Helmut Kutin được giao sứ mệnh đặc biệt này bởi ông cũng là trẻ mồ côi lớn lên ngay trong ngôi làng trẻ em SOS đầu tiên do Hermann Gmeiner thành lập.
Helmut Kutin nhận lời và từ tháng 10 đến tháng 12, ông sang Pháp học tiếng Việt, chuẩn bị đến vùng chiến sự Việt Nam.

### Những khó khăn
Tháng 3 năm 1968, Helmut Kutin cùng Hermann Gmeiner đến Sài Gòn. Chiến tranh ác liệt đã làm chậm tiến độ xây dựng làng, nên đến cuối năm 1968 những ngôi nhà đầu tiên mới hoàn thiện.
Vài năm sau, Helmut Kutin lên Đà Lạt khảo sát, chọn địa điểm để xây dựng Làng trẻ em SOS Đà Lạt khánh thành năm 1974. Cả hai ngôi Làng trẻ em SOS Gò Vấp và Đà Lạt đều do ông làm giám đốc. Tuy nhiên, Làng trẻ em SOS Đà Lạt chỉ hoạt động chưa đầy một năm thì buộc phải đóng cửa. Helmut Kutin ở lại và duy trì hoạt động của Làng trẻ em SOS Gò Vấp đến tháng 3 năm 1976 thì rời Việt Nam. Những đứa trẻ trong làng lúc đó được chuyển về cho thân nhân, những đứa nhỏ tuổi nhất được đưa đến trại mồ côi Thủ Đức. Những bà mẹ lúc đó cũng có người ở lại, có người trở về quê và mang theo những đứa con không có thân nhân để tiếp tục chăm sóc.
Năm 1977 và 1978, Helmut Kutin trở lại Việt Nam để đàm phán nhưng không đạt được thỏa thuận. Dù vậy, Helmut Kutin vẫn tiếp tục giúp đỡ các bà mẹ và trẻ bằng cách gửi tiền bạc và hàng hóa.
Năm 1987, Helmut Kutin nhận được lời mời từ Thứ trưởng Hoàng Thế Thiện (nguyên thứ trưởng Bộ Lao động - Thương binh và Xã hội) sang Việt Nam để thảo luận. Sau chuyến đi này, cả hai bên đã thống nhất ký thỏa thuận xây dựng Làng trẻ em SOS Hà Nội và mở lại Làng trẻ em SOS Gò Vấp. Đây cũng là dấu mốc đánh dấu sự tái lập của các làng trẻ em SOS tại Việt Nam sau nhiều năm gián đoạn.
Về sau này, Helmut Kutin luôn dành cho Việt Nam một sự ưu ái đặc biệt khi lập các làng trẻ em SOS. Trong khi các nước trên thế giới chỉ có 1 đến 2 làng, riêng tại Việt Nam thành lập đến 17 làng trẻ em SOS.

### Các làng trẻ em SOS ở Việt Nam
Việt Nam hiện có 17 làng trẻ em SOS đang hoạt động trải đều từ Bắc vào Nam. Tại 17 làng trẻ em SOS trên cả nước có 3.100 trẻ đang được nuôi dưỡng và 2.800 trẻ đã trưởng thành. Làng trẻ em SOS Thái Bình là ngôi làng đầu tiên mà người Việt trong nước tham gia đóng góp 50% kinh phí lập làng (50% còn lại là do Tổ chức SOS kêu gọi tài trợ từ châu Âu).
Ngoài ra, tại Việt Nam hiện có 12 lưu xá thanh niên, 16 trường mầm non, 12 trường THPT, 4 cơ sở đào tạo nghề, 1 trung tâm y tế do Tổ chức Làng trẻ em SOS quốc tế xây dựng với gần 20.000 người hưởng lợi.
- Điện Biên[11]
- Việt Trì (Phú Thọ)[12]
- Mai Dịch (Hà Nội)
- Hải Phòng
- Thái Bình
- Thanh Hóa
- Vinh (Nghệ An)
- Đồng Hới (Quảng Bình)
- Đà Nẵng
- Quy Nhơn (Bình Định)
- Nha Trang (Khánh Hòa)
- Gia Lai
- Đà Lạt (Lâm Đồng)[13]
- Gò Vấp (Thành phố Hồ Chí Minh)
- Bến Tre
- Cà Mau
- Huế[14]

## Tranh cãi
Vào tháng 1 năm 2018, chi nhánh của hiệp hội ở Ethiopia bị cáo buộc ủng hộ đạo Hồi, bao gồm cả việc cưỡng bức trẻ em cải đạo. Tổ chức phủ nhận các cáo buộc, nhưng thừa nhận rằng một nhà thờ Hồi giáo (hiện đã đóng cửa) đã được xây dựng trên đất của SOS, trái với chính sách của mình.